# Bokermannohyla luctuosa
Bokermannohyla luctuosa är en groddjursart som först beskrevs av Pombal och Célio F.B. Haddad 1993.  Bokermannohyla luctuosa ingår i släktet Bokermannohyla och familjen lövgrodor. IUCN kategoriserar arten globalt som livskraftig. Inga underarter finns listade.